# Uomo Porpora
L'Uomo Porpora (Purple Man), il cui vero nome è Dr. Zebediah Killgrave, è un personaggio dei fumetti creato da Stan Lee (testi), Joe Orlando (disegni) e Vince Colletta (schizzi) pubblicato dalla Marvel Comics. La sua prima apparizione avviene in Daredevil (vol. 1) n. 4 (ottobre 1964).
Geniale supercriminale dotato della capacità di controllare vocalmente la volontà altrui grazie a dei feromoni emessi dal suo corpo, dopo aver esordito ed essere stato per anni un nemico di Devil è divenuto celebre come nemesi di Jessica Jones e Luke Cage.

## Biografia del personaggio

### Prime avventure
Nato a Fiume, Croazia, quando questa era ancora Jugoslavia, Zebediah Killgrave cresce sotto un regime socialista divenendo, da adulto, una spia internazionale. Infiltratosi in una raffineria di prodotti chimici per rubare un gas sperimentale, viene scoperto e vi rimane esposto ottenendo una colorazione cutanea viola e il potere di piegare completamente al suo volere chiunque desideri. Ribattezzatosi Uomo Porpora, Killgrave si imbarca in una carriera da supercriminale affrontando Devil in numerose occasioni ma, infine, decide di non doversi dare al crimine poiché col suo potere può avere tutto ciò che desidera e, per tanto, diviene un "gentiluomo a riposo".
All'incirca in questo periodo, Killgrave, infatuatosi di una cameriera di Buffalo, New York, di nome Melanie la costringe a sposarlo servendosi dei suoi poteri, ma alla fine decide di liberarla dal suo controllo mentale sperando che lei possa ricambiarlo. Furiosa, Melanie fugge a Toronto, Canada, dando luce poco dopo a Kara Killgrave.
Successivamente costretto da Kingpin a tornare operativo e affrontare Devil, l'Uomo Ragno, Pugno d'acciaio, Luke Cage e Moon Knight, l'Uomo Porpora riesce a fuggire e torna a darsi alla bella vita su un'isola della Polinesia dove però viene poi catturato dal Dottor Destino, intenzionato a servirsi dei suoi poteri per schiavizzare il mondo intero. Nel conseguente scontro coi Vendicatori Killgrave apparentemente muore.
Sopravvissuto grazie al suo fattore rigenerante, l'Uomo Porpora usa i suoi poteri per convincere il mondo intero che Nate Grey (X-Man) sia il messia, nella speranza che questi migliori il pianeta. Il proposito fallisce miseramente nel momento in cui il suddetto perde totalmente la fiducia in sé stesso.

### Alias
L'Uomo Porpora ha un ruolo determinante nella vita di Jessica Jones: imbattutosi in lei quando ancora vestiva i panni della supereroina "Jewel", Killgrave l'ha sottomessa al suo volere tenendola poi prigioniera in un motel per otto mesi assieme a varie studentesse ridotte a serve del sesso. Durante tale periodo, pur non abusando sessualmente di lei, la umilia in tutti i modi possibili facendola implorare d'essere usata come le altre ragazze e convincendola che la sua vita sia un fumetto, motivo per il quale ogni volta che fa uno spogliarello non lo fa per lui ma per i "suoi lettori".
Una volta stancatosi, l'Uomo Porpora manda via Jessica che in stato confusionale attacca Scarlet e i Vendicatori, riportando seri danni e cadendo brevemente in coma. Risvegliatasi e con la protezione psichica fornita da Jean Grey nel caso Killgrave tentasse nuovamente di impadronirsi di lei, Jessica rimane comunque tanto traumatizzata dall'evento da ritirarsi dall'attività di supereroina e diventare una detective privata.
Tempo dopo Killgrave, imprigionato in un carcere di massima sicurezza, riesce a evadere tornando a tormentare la donna che tuttavia gli si ribella, lo sconfigge e lo fa nuovamente arrestare. Successivamente durante la rivolta in carcere di Electro, l'Uomo Porpora tenta una nuova evasione impossessandosi di Luke Cage, ma essendo pesantemente sedato fallisce e viene sconfitto.
Nuovamente evaso, si scontra più volte coi Thunderbolts venendo sconfitto.

### Civil War
Durante la guerra civile dei superumani, l'Uomo Porpora riesce, approfittando dei disordini, a condizionare un manipolo di agenti dello S.H.I.E.L.D. affinché lo scortino al sicuro in Canada con un hovercraft, ma viene fermato e ferito gravemente da U.S. Agent. Completamente rimessosi nel giro di pochi giorni, diviene il direttore di un casinò di Las Vegas e aderisce al sindacato criminale di Hood.
Terminato il regno oscuro di Norman Osborn e crollato l'impero di Hood, l'Uomo Porpora viene imprigionato nel supercarcere noto come Raft scontrandosi coi Thunderbolts di Luke Cage in un fallimentare tentativo di fuga.

### Fear Itself
Ancora prigioniero del Raft allo scoppio del periodo della paura, Killgrave riesce ad evadere, insieme a molti altri detenuti, quando il Fenomeno, grazie a uno dei martelli del Serpente, si trasforma in "Kuurth, il Distruttore di Pietra" e fugge distruggendo la grande prigione.
Nuovamente a piede libero, l'Uomo Porpora rintraccia i vari bambini avuti nel corso della sua vita da donne sotto il suo controllo mentale e li riunisce nei Bambini Porpora (Purple Children) allo scopo di conquistare il mondo; essi tuttavia gli si ribellano gettandolo sotto un treno, motivo per cui, ripresosi grazie ai suoi poteri curativi, tenta di vendicarsi uccidendoli uno a uno ma viene fermato da Devil e arrestato.

## Poteri e abilità
Non è chiaro come realmente funzionino le capacità di suggestione ipnotica dell'Uomo Porpora, tuttavia apparentemente la sua pelle secerne sostanze chimiche, simili a feromoni, che annullano totalmente la volontà altrui: la vittima non ha più il controllo di alcun riflesso motorio e la sua mente recepisce i comandi di Killgrave come desideri giusti e irresistibili. Tale potere può essere applicato anche a migliaia di persone alla volta e gli effetti durano solo fino a quando Killgrave è fisicamente presente, dimostrandosi in qualche modo legati alla modulazione della sua voce. Quando l'Uomo Porpora si allontana, il livello di feromoni nelle sue vittime si riduce a una velocità variabile a seconda del loro metabolismo, quindi le vittime riottengono piena coscienza di loro stesse. Killgrave sembra poter controllare a piacimento il rilascio dei suoi feromoni, essendo in grado di stare tra altri individui senza influenzarli. Ancor più strano, esistono persone non soggette al suo controllo mentale: Kingpin e il Dottor Destino sono in grado di resistergli per via della loro grande forza di volontà, mentre Devil grazie ai suoi sensi sovrumani può concentrarsi su suoni diversi dalla voce dell'Uomo Porpora vanificandone gli ordini.
Anche senza servirsi dei suoi poteri Killgrave è dotato di un'enorme intelligenza, è un grande esperto di spionaggio, un abile stratega e un superbo manipolatore. Il suo corpo mutato presenta inoltre un notevole fattore rigenerante grazie al quale si è dimostrato in grado di guarire da traumi e lesioni gravi nonché di sopravvivere a situazioni altrimenti mortali.
In Alias, Killgrave ha infranto la quarta parete dimostrando di sapere di essere in un fumetto, commentando più volte le scelte grafiche o di sceneggiatura delle tavole in cui si trova e prevedendo addirittura le inquadrature.

## Altre versioni

### 1602
In un futuro alternativo, Killgrave diventa presidente a vita degli Stati Uniti, utilizzando i suoi poteri per rimanere in carica per decenni. Capitan America, Devil e l'Uomo Ragno affrontano il governo venendo sconfitti e giustiziati. Il corpo di Capitan America, principale oppositore del regime, viene però inviato indietro nel tempo al fine di impedire che divenga un simbolo per ciò che rimane della resistenza: giunto nel 1587, la sua presenza provoca tali danni al continuum spaziotemporale da creare l'universo 1602.

### House of M
Nella realtà di House of M, Zebediah "Zeb" Killgrave è un essere umano privo di poteri impiegato come lobbista per il governo mutante, ma segretamente è un agente della resistenza umana.

## Altri media
- Zebediah Killgrave compare nel 34º episodio della serie animata Insuperabili X-Men, dove non si serve dell'appellativo di Uomo Porpora ed è raffigurato come un miliardario mutante con poteri telepatici che usa un cosmetico per nascondere il suo colorito violaceo in pubblico e si finge un benevolo filantropo interessato a aiutare gli orfani. In realtà raccoglie ragazzi mutanti (Skids, Boom Boom, Rusty Collins, Rictor e Whiz Kid) e li controlla mentalmente per impiegarli a scopi criminali.
- L'Uomo Porpora compare nella serie animata Avengers - I più potenti eroi della Terra dove, prendendo il controllo della mente di Tony Stark e di tutti i Vendicatori a lui subordinati, fa costruire un satellite che canalizza un'energia per il controllo mentale, crea una serie di droni vigilanti per monitorare le attività civili riuscendo, di fatto, a conquistare il mondo finché Visione lo scopre.
- Killgrave, interpretato da David Tennant[36], compare come antagonista principale della serie televisiva MCU Jessica Jones. In tale versione è britannico e, sebbene vesta sempre di viola, la sua carnagione è normale; inoltre il suo vero nome è Kevin Thompson mentre "Killgrave" è un semplice pseudonimo. Ottenuti i suoi poteri di controllo mentale tramite cure sperimentali somministrategli dai genitori per salvargli la vita, diviene un temibile sociopatico senza scrupoli, capace di far compiere agli altri qualsiasi cosa desideri.